# 鯖江市鯖江中学校
鯖江市鯖江中学校（さばえしさばえちゅうがっこう）は、福井県鯖江市小黒町にある公立中学校。2020年（令和2年）4月1日現在の生徒数は779名である。

## 沿革
- 1947年（昭和22年）5月 - 新学制により、鯖江市舟津村学校組合立惜陰中学校、中河村立中河中学校、新横江村、豊村の小学校に併設中学校がそれぞれ設立される。
- 1949年（昭和24年）4月 - 鯖江町・中河村・豊村学校組合立鯖江中学校の設立が認可され、惜陰・中河・鯖江東・豊の各中学校を廃し、元惜陰中学校を本校とし、他を分校として発足する。
- 1949年（昭和24年）5月 - 若杉一志が初代の校長に補せられる。鯖江中学校校地を長泉寺町地籍嚮陽丘に定め、第一期工事に着工、8月竣工する。
- 1949年（昭和24年）8月 - 元惜陰中学校、元中河中学校の生徒が、新校舎に移る。
- 1950年（昭和25年）3月 - 片上村が学校組合に参加し、4月以降片上中学校を廃し分校とする。
- 1950年（昭和25年）8月 - 鯖江中学校の統合が実現し、11月には文部大臣から優良施設校として表彰される。
- 1952年（昭和27年）5月 - 創立5周年に際して、校歌・校旗を制定する。
- 1957年（昭和32年）4月 - 精薄児教育施設として特殊学級を設置する。
- 1964年（昭和39年）3月 - 校門を新設する。
- 1965年（昭和40年）5月 - プール工事着工、8月竣工する。
- 1972年（昭和47年）11月 - 創立25周年を記念して、「嚮陽の碑」を建立する。
- 1973年（昭和48年）4月 - 「われらの信条」を制定する。
- 1977年（昭和52年）11月 - 日本学校体育研究連合会・文部省より、全国保健体育優良校として表彰される。
- 1978年（昭和53年）2月 - 県学校体育研究会・県教育委員会より学校体育研究優良校として表彰される。
- 1981年（昭和56年）4月 - 新校地が小黒町地籍に決定し、校地造成が開始される。
- 1982年（昭和57年）7月 - 改築第一期工事（本館第1・2校舎）の起工式が行われる。第一期工事完了する。
- 1983年（昭和58年）3月 - 第二期工事（体育館・第3校舎）完了する。
- 1983年（昭和58年）9月 - 改築された新校舎への入校式を行う。
- 1984年（昭和59年）7月 - グラウンド、テニスコート、野球場、国旗掲揚塔、校門、前庭、中庭が完成する。
- 1984年（昭和59年）10月 - 館改築の落成式を行う。
- 1985年（昭和60年）11月 - 体育館の南側に中庭が完成する。
- 1986年（昭和61年）3月 - 1階第2校舎西側にプレハブ2教室が完成する。
- 1989年（平成元年）3月 - 武道館が完成する。
- 1990年（平成2年） - 第2回全国太陽電池工作コンクール中学生部門で科学部制作の「水すまし」が資源エネルギー庁長官賞を受賞する。
- 1991年（平成3年8月） -  全日本中学校ホッケー選手権大会で女子ホッケー部が優勝をする。
- 1992年（平成4年9月） - 学校5日制開始。（第2土曜日休業日）
- 1992年（平成4年）10月 - 「語らいの石」が西芝園に敷設される。
- 1992年（平成4年）11月 - 父母と教師の会が、優良PTAとして文部大臣表彰を受ける。
- 1993年（平成5年）8月 - 全日本中学校ホッケー選手権大会で女子ホッケー部が第3位に入賞する。
- 1993年（平成5年）12月 - 男子の頭髪自由化が開始となる。
- 1994年（平成6年）9月 - 体育館ステージ幕が揚原織物工業株式会社より寄贈される。
- 1994年（平成6年）10月 - 世界体操競技選手権大会1年前イベントで1年生全員が人文字に参加する。
- 1995年（平成7年）4月 - 学校5日制開始（第2・第4土曜日休業日）
- 1999年（平成11年）10月 - 創立50周年の記念式典を行う。

### 歴代校長
1. 若杉一志（1949年 - 1953年）
2. 山口秀雄（1953年 - 1955年）
3. 安藤健二（1955年 - 1957年）
4. 横井七兵衛（1957年 - 1961年）
5. 高橋泰盛（1961年 - 1966年）
6. 青木甚二郎（1966年 - 1969年）
7. 齋藤信一（1969年 - 1975年）
8. 山岸竹雄（1975年 - 1977年）
9. 夏梅治武右衛門（1977年 - 1979年）
10. 川崎博（1979年 - 1983年）
11. 齋藤覺（1983年 - 1985年）
12. 杉本陸夫（1985年 - 1987年）
13. 伊藤英夫（1987年 - 1990年）
14. 大森仁平（1990年 - 1993年）
15. 木戸一朗（1993年 - 1996年）
16. 今立善教（1996年 - 1999年）
17. 齋藤優（1999年 - 2001年）
18. 藤田昌宏（2001年 - 2004年）
19. 加藤二郎（2004年 - 2007年）
20. 小澤正信（2007年 - 2009年）
21. 高橋達也（2009年 - 2012年）
22. 屋木洋一（2012年 - 2015年）
23. 山本康裕（2015年 - 2017年）
24. 窪田政一（2017年 -）

## 教育方針

### われらの信条
「誠実 英知 健康」

### 学校教育目標
「個性豊かでやる気と思いやりの心をもったたくましい生徒の育成」

## 生徒会活動

### 委員会
- 自治会長
- 生活委員
- 保健委員
- 給食委員
- 体育委員
- 環境委員
- 文化委員
- 図書委員
- 放送委員
- 生徒会本部

### 係活動
- 国語係
- 数学係
- 社会係
- 理科係
- 英語係
- 音楽係
- 美術係
- 技術家庭科係

※委員会か係かのどちらかまたは両方をすることになる。

## 部活動
運動部
- 野球部
- サッカー部
- 男子ソフトテニス部
- 女子ソフトテニス部
- 男子ホッケー部
- 女子ホッケー部
- 陸上部
- 男子バレーボール部
- 女子バレーボール部
- 男女新体操部
- 男子バスケットボール部
- 女子バスケットボール部
- 男子剣道部
- 女子剣道部
- 柔道部
- 男子卓球部
- 女子卓球部

文化部
- 吹奏楽部
- 合唱部
- 美術部
- 広報部
- 生活科学部

## 所在地・交通
- 〒916-0028 福井県鯖江市小黒町2丁目12-1
- 福井鉄道福武線西鯖江駅から徒歩約18分